# Lunar Prospector
Lunar Prospector var det tredje utvalda uppdraget att fullt utvecklas och konstrueras i NASA:s Discoveryprogrammet. Med en kostnad på $62,8 miljoner, var detta 19-månaders uppdrag planerat att gå in i en låg polär bana runt månen och undersöka denna. Vid månen skulle rymdsonden göra kartor och studera ytsammansättningen. Den skulle även leta efter möjliga isfickor vid polerna samt mäta magnet- och gravitationsfält. Uppdraget tog slut den 31 juli 1999, då rymdsonden som planerat kraschade i en krater nära månens sydpol i ett misslyckat försök att finna spår av vatten.
Uppskjutningen skede med en Athena II-raket. 
Data från uppdraget möjliggjorde skapandet av detaljerade kartor av månytans sammansättning och utökade förståelsen för ursprunget, evolutionen, rådande situation samt vilka naturresurser som finns på månen. En serie artiklar om de vetenskapliga resultaten publicerades i tidskriften Science.
Lunar Prospector sköttes av NASA Ames Research Center med den huvudsakliga entreprenören (eng. contractor) Lockheed Martin. Den ledande forskaren (eng: Principal Investigator) för missionen var Alan Binder. Hans personliga redogörelse för missionen "Against all Odds" (publicerad 2005 av KenPress, ISBN 1-928771-31-9) är mycket kritiskt mot NASA:s byråkrati och dess entreprenörer.

## Rymdfarkost och undersystem
Rymdfarkosten var en grafit-epoxicylinder, 1,36 meter i diameter och 1,28 meter hög med tre 2,5 meter långa kranarmar med instrument utstrålande från centrum. En 1,1 meters förlängning till en av kranarmarna höll magnetometern. Den totala initiala massan (fulltankad) var 296 kg. Den var stabiliserad från att börja rotera (normal rotationshastighet 12 rpm) med dess rotationsaxel normal mot det ekliptikanska planet.
Rymdfarkosten kontrollerades av sex 22-newton finjusteringsraketer som drevs av hydrazin, två i aktern, två framåt och två tangentiella. Tre bränsletankar monterade på insidan av cylindern innehöll 138 kg hydrazin som komprimerats med hjälp av helium. Kraftsystemet bestod av solceller monterade på kroppen vilka i genomsnitt producerade 186 Watt och 4,8 Ah i ett återladdningsbart nickel-kadmiumbatteri. Datorn ombord var en Harris 80C86 med 64 kilobytes av EEPROM och 64 kilobytes SRAM. All kontroll skedde från jorden och datorn gav ett eko av varje kommando tillbaka för att få det verifierat. När kommandot var bekräftat befallde ett "exekutivt" kommando från jorden datorn att fortsätta med genomförandet av kommandot.

### Fotnoter
1. ↑  ”NASA Space Science Data Coordinated Archive” (på engelska). NASA. https://nssdc.gsfc.nasa.gov/nmc/spacecraft/display.action?id=1998-001A. Läst 1 april 2020.
2. ↑  Science Volume 281 Issue 5382)